# Wolde
Wolde település Németországban, Mecklenburg-Elő-Pomeránia tartományban. Lakosainak száma 567 fő (2023. december 31.).

## Népesség
A település népességének változása:
| Lakosok száma | 566  | 551  | 549  | 557  | 567  |
|               | 2017 | 2019 | 2021 | 2022 | 2023 |